# Лобстери
Лобстери (Nephropidae) — родина найбільших з відомих морських раків, можуть досягати довжини 80 см. Мають потужні клешні, що цілком здатні ушкодити людську руку. Тіло у цих раків вкрите твердим панциром, на хвості має віяло пласких твердих пластинок. Раки, усупереч відомому прислів'ю, пересуваються зазвичай головою вперед.
Лобстери, як і лангусти, здавна вважаються делікатесом. В їжу використовують м'ясо з-під панцира, у черевці, ногах, а також печінку та ікру. З них готують салати, холодець, крокети, суфле, муси, супи.

## Таксономія
- Підродина Neophoberinae
  - Acanthacaris
- Підродина Thymopinae
  - Nephropsis
  - Nephropides
  - Thymops
  - Thymopsis
- Підродина Nephropinae
  - Homarus — Омар
  - Nephrops
  - Homarinus
  - Metanephrops
  - Eunephrops
  - Thymopides